# Metalcore
El metalcore (acrònim de metal i hardcore punk) és un gènere musical que combina elements propis del hardcore punk i de diversos subgèneres de la música metal. El terme va començar a ser utilitzat cap a la meitat dels anys 90 per referir-se al so de bandes com Earth Crisis, Deadguy o Integrity; i s'ha conservat en bandes com Killswitch Engage o As I Lay Dying. La diferència fonamental entre el metalcore i altres gèneres pertanyents a l'anomenat punk metal (com podrien ser el crossover thrash o el grindcore) radica en l'èmfasi en els breakdowns (és a dir, un atac de nervis o una crisi nerviosa): parts lentes i intenses que introdueixen el mosh. Les bases d'aquest gènere van ser establertes a principis del 1989.

## Història

### Antecedents (1977-1984)
Es poden cercar les primeres influències de la música metal sobre el punk rock a finals dels setanta. Moltes de les bandes que van donar origen al hardcore (Black Flag, Bad Brains, etc.) sentien una gran admiració per les bandes de heavy metal de l'època, com Black Sabbath, i, per això, tractaven d'introduir en el so del punk unes composicions una mica més complexes que les d'altres bandes. A més, alguns grups britànics de street punk, com Discharge o The Exploited, van prendre una notable influència del metal. D'altra banda, l'any 1983 el grup d'horror punk The Misfits, les composicions del qual contenien molts elements similars al so de Motörhead, va llançar a la venda el seu àlbum Earth A.D./Wolfs Blood, que va tenir una gran repercussió en la posterior aparició del thrash metal.
Tot açò va anar exercint una gran influència en la unitat entre els moviments de metal i punk, però, tot i això, totes aquestes bandes mai es van considerar híbrides, i per aquesta raó ambdós moviments van romandre separats fins a la meitat dels anys vuitanta.

### Sorgiment del crossover (1984-1989)
Les primeres fusions entre el hardcore punk i el metal van donar lloc al crossover thrash, un gènere l'escena del qual es va gestar el 1984 a un club de Berkeley (Califòrnia, EUA) anomenat Ruthie's. Grups com ara Dirty Rotten Imbeciles, Corrosion of Conformity o Suicidal Tendences tocaven una música semblant al thrash metal, però amb una influència encara major del hardcore punk. A més, van arribar a compartir escenari amb bandes de l'escena thrash com Metallica o Slayer, fets que van fer apropar-se encara més ambdós gèneres. El terme metalcore, en un principi, era utilitzat per fer referència a aquesta mena de bandes. Aquesta escena crossover va exercir una notable influència sobre la branca skinhead del hardcore novaiorquès, que també havia començat el 1984 i que incloïa bandes com Murphy's Law, Agnostic Front, Warzone o Cro-Mags. Els Cro-mags, que incorporaven elements de Black Sabbath, Bad Brains i Motorhëad, van ser una de les bandes més influients a l'escena, i a més van donar suport, no només a la consciència ISKCON, sinó també al moviment straight edge iniciat per Minor Threat. Van ser precisament les altres bandes de straight edge novaiorqueses, com Gorilla Biscuits, Youth of Today o Crumbsuckers, les qui van iniciar el youth crew, un subestil del hardcore amb una gran influència del crossover thrash i del hardcore melòdic, que, a més, posteriorment va ser influenciat també pel heavy metal.
L'any que va veure néixer el breakdown va ser 1985, gràcies a l'amalgama entre el reggae de Bad Brains i el heavy metal que es trobava a la seva base. A més, el 1986 Agnostic Front va publicar el seu àlbum Cause for Alarm, una col·laboració amb Peter Steele que va ser vista com un precedent en la fusió entre el metal i el hardcore.

### Consolidació del gènere: metallic hardcore (1989-1997)
Entre els anys 1985 i 1989, va emergir una nova onada de bandes de hardcore que incorporava a les seves composicions elements progressius i d'una major complexitat. Aquestes bandes, entre les quals es trobaven Integrity, All Out War,
Mereauder, Earth Crisis, Converge, Shai Hulud, Judge, Starkweather, Disemboidied, o Candiria i Hatebreed, eren sovint etiquetades sota el nom de "new school hardcore", però també sota la denominació metalcore.
Integrity tocava un hardcore que rebia influències tant de la banda japonesa GISM com del metal de Slayer, a més de subtils elements de Joy Division, Motörhead, Septic Death i Samhain. Altres bandes, com Earth Crisis, Converge i Hatebreed, van prendre elements del death metal. Especialment influents van ser els àlbums Hearts Once Nourished with Hope and Compassion de Shai Hulud, i Destroy the Machines, d'Earth Crisis. Altres grups importants d'aquest metalcore primari van ser Biohazard, Coalesce i Overcast. Sovint, les bandes que integren aquesta escena són referides com metallic hardcore per diferenciar-les de les que avui hom anomena metalcore.

## Característiques
So: popularment, es descriu el so del metalcore com en "un camp de guerra devastada per bombes i míssils militars".
Instrumentació: els grups de metalcore tenen, normalment, dos guitarristes, que solen tocar riffs amb una velocitat ràpida. Els baixistes, normalment, segueixen el ritme de la guitarra. El bateria sol tocar amb doble pedal o doble bombo amb ritmes ràpids, generalment d-beats, trets de la seva influència hardcore.
Veu: les veus principals del metalcore són, generalment, en forma de crits plens d'energia. Les veus guturals es van fer comunes als anys 90. En el cas de metalcore melòdic, normalment combinen aquest tipus de veus amb veus netes.